# Carl Christian Rafn
Carl Christian Rafn (Brahesborg, 16 gennaio 1795 – Copenaghen, 20 ottobre 1864) è stato uno storico, traduttore e antiquario danese.
La sua maggiore attività fu la traduzione della letteratura in lingua norrena e la relativa storia nordeuropea. Fu anche famoso per essere stato tra i primi a sostenere l'esplorazione vichinga dell'America settentrionale.

## Biografia
Carl Christian Rafn nacque sull'isola di Fionia, nell'omonima provincia danese. Dopo aver frequentato la scuola cattedrale di Odense (Odense Katedralskole), si iscrisse all'Università di Copenaghen dove si laureò nel 1816. Dopo aver servito come sottotenente nei dragoni leggeri Funen di Odense. Nel 1820 divenne professore dell'Accademia dell'Esercito Cadetto (Landkadetakademiet) di Copenaghen, dove insegnò lingua latina e grammatica.
Rafn si interessò particolarmente della ricerca del luogo esatto in cui si troverebbe la Vinland citata nelle saghe norrene. Con Finnur Magnússon e Rasmus Rask, fondò la Società Reale delle Antiche Scritture Norrene (Det Kongelige nordiske Oldskriftselskab). Fu membro della Commissione Arnamagnæan (Den Arnamagnæanske Kommission) che gestiva la Fondazione Arnamagnæan (Det Arnamagnæanske Legat), custode della collezione di manoscritti dello studioso islandese Árni Magnússon.
Rafn pubblicò buona parte del suo lavoro nel 1837, con Antiquitates Americanæ. È considerata la prima esposizione scientifica dell'esplorazione norrena delle terre precolombiane. Al tempo delle ricerche di Rafn, le saghe norrene che facevano riferimento a Vinland erano considerate da molti studiosi non più di semplici leggende. Le idee avanzate da Rahn trovarono nuovi sostegni a partire dagli anni sessanta, grazie alla scoperta di un insediamento vichingo a L'Anse aux Meadows, nella parte settentrionale dell'isola di Terranova, in Canada.
Nel 1836 fu nominato membro della Società Reale Danese della Storia Nazionale (Det kongelige danske Selskab for Fædrelandets Historie). Fu membro di numerose associazioni e società, e ricevette dall'estero lauree in materie filosofiche e legali.

## Opere più importanti

### Comitato
- 1821-1826 - Nordiske Kæmpehistorier (3 vol.)
- 1824 - Jomsvikingesaga
- 1825-1837 - Fornmanna sögur (12 vol.)
- 1826 - Krákumál
- 1826 - 1827 - Kong Olaf Tryggvesøns Saga (3 vol.)
- 1829-1830 - Fornaldarsögur Norðrlanda (3 vol.)
- 1829-1830 - Nordiske Fortidssagaer (3 vol.)
- 1832 - Færeyínga saga
- 1837 - Antiqvitates Americana
- 1838-1854 - Grønlands historiske Mindesmærker  (3 vol.)
- 1850-1858 - Antiquités Russes d'après les monuments historique des anciens et des Islandais Scandinaves (2 vol.)
- 1852 - Saga Játvarðar konúngs Hin Helga (con Jón Sigurðsson)
- 1856 -  Antiquités de l'Orient

### Pubblicazioni
- 1832-1836 - Nordisk Tidsskrift for Oldkyndighed  (3 vol.)
- 1836-1863 - Annaler for nordisk Oldkyndighed  (og Historie) (23 vol.)
- 1836-1860 - Mémoires de la société des antiquaires du Nord
- 1843-1863 - Antikvarisk Tidsskrift  (7 vol.)